# 莫扎克 (塔恩-加龙省)
莫扎克（法語：Meauzac，法語發音：[mozak]）是法国奥克西塔尼大区塔恩-加龙省的一个市镇，属于卡斯泰尔萨拉桑区。

## 地理
莫扎克（44°5'19"N, 1°14'22"E）面积11.77 平方千米，位于法国奧克西塔尼大區塔恩-加龙省，该省份为法国西南部内陆省份，北起顺时针与洛特省、阿韦龙省、塔恩省、上加龙省、热尔省和洛特-加龙省接壤。
与莫扎克接壤的市镇（或旧市镇、城区）包括：巴里迪勒马德、唐普勒堡、拉弗朗赛斯、拉维勒迪约-迪唐普勒、利扎克。

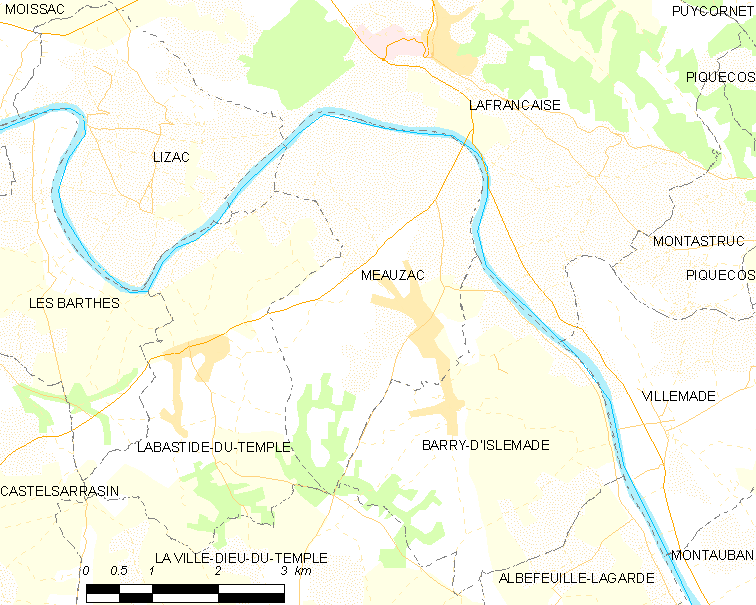
的OSM定位图

莫扎克的时区为UTC+01:00、UTC+02:00（夏令时）。

## 行政
莫扎克的邮政编码为82290，INSEE市镇编码为82108。

## 政治
莫扎克所属的省级选区为卡斯泰尔萨拉桑县。

## 人口

1962-2008年间人口变化图示

莫扎克于2022年1月1日时的人口数量为1464人。